# Jef Mewis
Jozef (Jef) Mewis (Antwerpen, 23 maart 1931 – aldaar, 10 april 2025) was een Belgisch worstelaar. Hij is de broer van Maurice Mewis die ook een worstelaar was. Mewis nam vier keer deel aan de Olympische Spelen in zowel de vrije stijl als de Grieks-Romeinse stijl. In 1956 behaalde hij een zilveren medaille in de vrije stijl.

## Erelijst
- 1952 :deelname Olympische Spelen - vrije stijl tot 62kg
- 1956 : Olympische Spelen - vrije stijl tot 62kg
- 1960 :5e Olympische Spelen - vrije stijl tot 62kg
- 1964 :6e Olympische Spelen - Grieks-Romeinse stijl tot 63kg